# Farragon Hill
Farragon Hill är en kulle i Storbritannien.   Den ligger i kommunen Perth and Kinross och riksdelen Skottland, i den norra delen av landet, 600 km norr om huvudstaden London. Toppen på Farragon Hill är 724 meter över havet, eller 75 meter över den omgivande terrängen. Bredden vid basen är 1,1 km.
Terrängen runt Farragon Hill är huvudsakligen lite kuperad.Runt Farragon Hill är det mycket glesbefolkat, med 5 invånare per kvadratkilometer. Närmaste större samhälle är Pitlochry, 12,2 km öster om Farragon Hill. I omgivningarna runt Farragon Hill växer i huvudsak blandskog.